# Élections présidentielles sous la Cinquième République en Savoie
Depuis l'adoption de la Constitution de la Cinquième République française en 1958, dix élections présidentielles ont eu lieu afin d'élire le président de la République. Cette page présente les résultats de ces élections en Savoie.

## Synthèse des résultats du second tour
La Savoie vote traditionnellement plus à droite que la France. C'est en particulier le cas en 2012 où le département a placé en tête Nicolas Sarkozy (52,93 %) devant François Hollande (51,64 %). En 2017, Emmanuel Macron obtient 1,5 points de moins qu'au niveau national.
| année | Répartition des exprimés | Répartition des exprimés | Participation (% des inscrits) | Blancs ou nuls (% des votants) |

| 2022 | Emmanuel Macron (57,65 %) (France : 58,55 %) | Marine Le Pen (42,35 %) (France : 41,45 %) | 75,07 % (France : 71,99 %) | 7,09 % (France : 6,23 %) |

| 2017 | Emmanuel Macron (64,74 %) (France : 66,10 %) | Marine Le Pen (35,26 %) (France : 33,90 %) | 76,69 % (France : 77,77 %) | 1,91 % (France : 2,47 %) |

| 2012 | François Hollande (47,07 %) (France : 51,64 %) | Nicolas Sarkozy (52,93 %) (France : 48,36 %) | 83,09 % (France : 80,35 %) | 2,07 % (France : 5,82 %) |

| 2007 | Nicolas Sarkozy (57,32 %) (France : 53,06 %) | Ségolène Royal (42,68 %) (France : 46,94 %) | 86,22 % (France : 83,97 %) | 1,37 % (France : 4,20 %) |

| 2002 | Jacques Chirac (81,26 %) (France : 82,21 %) | J.-M. Le Pen (18,74 %) (France : 17,79 %) | 73,57 % (France : 79,71 %) | 3,3 % (France : 3,38 %) |

| 1995 | Jacques Chirac (56,07 %) (France : 52,64 %) | Lionel Jospin (43,93 %) (France : 47,36 %) | 79,97 % (France : 78,38 %) | 2,69 % (France : 2,81 %) |

| 1988 | François Mitterrand (50,18 %) (France : 54,02 %) | Jacques Chirac (49,82 %) (France : 45,98 % %) | 79,93 % (France : 81,35 %) | 1,8 % (France : 2,00 %) |

| 1981 | François Mitterrand (50,45 %) (France : 51,76 %) | Valéry Giscard d'Estaing (49,55 %) (France : 48,24 %) | 78,19 % (France : 81,09 %) | 1,5 % (France : 1,62 %) |

| 1974 | Valéry Giscard d'Estaing (50,64 %) (France : 50,81 %) | François Mitterrand (49,36 %) (France : 49,19 %) | 83,41 % (France : 84,23 %) | 0,67 % (France : 0,92 %) |

| 1969 | Georges Pompidou (56,32 %) (France : 58,21 %) | Alain Poher (43,68 %) (France : 41,79 %) | 73,45 % (France : 77,59 %) | 0,94 % (France : 1,29 %) |

| 1965 | Charles de Gaulle (53,93 %) (France : 55,20 %) | François Mitterrand (46,07 %) (France : 44,80 %) | 80,13 % (France : 84,75 %) | 0,67 % (France : 1,01 %) |

|  | ▲ |

## Résultats détaillés par scrutin

### 2022
Arrivé en tête du premier tour, le président sortant Emmanuel Macron (27,85 %) affronte Marine Le Pen (23,15 %), un duel identique à celui du scrutin de 2017. C'est la deuxième fois qu'un second tour opposant les mêmes candidats à deux scrutins présidentiels consécutifs a lieu après ceux où se sont affrontés Valéry Giscard d'Estaing et François Mitterrand en 1974 et 1981.
En troisième position avec 21,95 % des voix, Jean-Luc Mélenchon réalise le score le plus élevé de ses trois candidatures et arrive largement en tête de la gauche, mais échoue à accéder au second tour, avec environ 400 000 voix de moins que Marine Le Pen.
Une nouvelle fois, les partis politiques traditionnels sont absents du second tour, dans des proportions encore plus importantes que lors de la précédente élection. Le Parti socialiste et Les Républicains, représentés respectivement par Anne Hidalgo et Valérie Pécresse, s'effondrent avec des scores historiquement faibles et n'atteignent pas le seuil des 5 %, condition permettant d'être remboursé des frais de campagne.
Le second tour voit Emmanuel Macron l'emporter par 58,55 % des suffrages exprimés, permettant ainsi au président sortant d'entamer un second mandat. Le septennat ayant été aboli en 2000, il devient ainsi le premier président de la République française à être réélu pour un deuxième quinquennat, le deuxième président de la Cinquième République réélu hors période de cohabitation et le quatrième président de la Cinquième République réélu.
En Savoie, Emmanuel Macron arrive en tête du premier tour avec 26,26% des exprimés, suivi de Marine Le Pen (23,03%), Jean-Luc Mélenchon (20,24%), Éric Zemmour (7,32%) et Yannick Jadot (6,35%). Au second tour, les électeurs ont voté à 57,65 % pour Emmanuel Macron contre 42,35% pour Marine Le Pen avec un taux de participation de 75,07% des inscrits.
| Candidats                | Candidats                | Partis                   | Premier tour | Premier tour | Second tour | Second tour |
| Candidats                | Candidats                | Partis                   | Voix         | %            | Voix        | %           |
| ------------------------ | ------------------------ | ------------------------ | ------------ | ------------ | ----------- | ----------- |
|                          | Emmanuel Macron          | LREM                     | 64 689       | 26,26        | 125 676     | 57,65       |
|                          | Marine Le Pen            | RN                       | 56 733       | 23,03        | 92 337      | 42,35       |
|                          | Jean-Luc Mélenchon       | LFI                      | 49 858       | 20,24        |             |             |
|                          | Éric Zemmour             | REC                      | 18 045       | 7,32         |             |             |
|                          | Yannick Jadot            | EELV                     | 15 642       | 6,35         |             |             |
|                          | Valérie Pécresse         | LR                       | 13 608       | 5,52         |             |             |
|                          | Jean Lassalle            | RES                      | 8 081        | 3,28         |             |             |
|                          | Nicolas Dupont-Aignan    | DLF                      | 6 694        | 2,72         |             |             |
|                          | Fabien Roussel           | PCF                      | 5 536        | 2,25         |             |             |
|                          | Anne Hidalgo             | PS                       | 4 418        | 1,79         |             |             |
|                          | Philippe Poutou          | NPA                      | 1 849        | 0,75         |             |             |
|                          | Nathalie Arthaud         | LO                       | 1 205        | 0,49         |             |             |
|                          |                          |                          |              |              |             |             |
| Votes valides            | Votes valides            | Votes valides            | 246 358      | 97,85        | 218 013     | 90,55       |
| Votes blancs             | Votes blancs             | Votes blancs             | 3 931        | 1,56         | 17 202      | 7,14        |
| Votes nuls               | Votes nuls               | Votes nuls               | 1 491        | 0,59         | 5 547       | 2,30        |
| Total                    | Total                    | Total                    | 251 780      | 100          | 240 762     | 100         |
| Abstention               | Abstention               | Abstention               | 68 929       | 21,49        | 79 968      | 24,93       |
| Inscrits / participation | Inscrits / participation | Inscrits / participation | 320 709      | 78,51        | 320 730     | 75,07       |

### 2017
Le premier tour de l'élection présidentielle de 2017 voit s'affronter onze candidats. Emmanuel Macron arrive en tête devant Marine Le Pen et tous deux se qualifient pour le second tour. Néanmoins, avec François Fillon et Jean-Luc Mélenchon, les scores des quatre candidats ayant recueilli le plus de voix sont serrés (4,43 points entre le 1er et le 4e). Pour la première fois, aucun des candidats des deux partis politiques pourvoyeurs jusque-là des présidents de la Ve République, n'est présent au second tour. Celui-ci se tient le dimanche 7 mai et se solde par la victoire d'Emmanuel Macron, avec un total de 20 753 798 bulletins de vote en sa faveur, soit 66,10 % des suffrages exprimés, face à la candidate du Front national, qui recueille 33,90 %. Le scrutin est néanmoins marqué par une forte abstention et par un record de votes blancs ou nuls.
En Savoie, Emmanuel Macron arrive en tête du premier tour avec 23,13 % des exprimés, suivi de Marine Le Pen (21,71 %), François Fillon (21,04 %), Jean-Luc Mélenchon (18,63 %) et Benoît Hamon (5,69 %). Au second tour, les électeurs ont voté à 64,74 % pour Emmanuel Macron contre 35,26 % pour Marine Le Pen avec un taux de participation de 76,69 % des inscrits.
|             | EM          | Emmanuel Macron       | 55 871  | 23,13 %    | 135 118 | 64,74 %    |  |  |
|             | FN          | Marine Le Pen         | 52 448  | 21,71 %    | 73 598  | 35,26 %    |  |  |
|             | LR          | François Fillon       | 50 815  | 21,04 %    |         |            |  |  |
|             | LFi         | Jean-Luc Mélenchon    | 45 013  | 18,63 %    |         |            |  |  |
|             | PS          | Benoît Hamon          | 13 752  | 5,69 %     |         |            |  |  |
|             | DlF         | Nicolas Dupont-Aignan | 13 673  | 5,66 %     |         |            |  |  |
|             | RES         | Jean Lassalle         | 3 152   | 1,3 %      |         |            |  |  |
|             | UPR         | François Asselineau   | 2 608   | 1,08 %     |         |            |  |  |
|             | NPA         | Philippe Poutou       | 2 578   | 1,07 %     |         |            |  |  |
|             | LO          | Nathalie Arthaud      | 1 219   | 0,5 %      |         |            |  |  |
|             | SeP         | Jacques Cheminade     | 430     | 0,18 %     |         |            |  |  |
|             |             |                       |         |            |         |            |  |  |
|             |             |                       | Nombre  | % inscrits | Nombre  | % inscrits |  |  |
| Inscrits    | Inscrits    | Inscrits              | 310 237 |            | 310 179 |            |  |  |
| Abstentions | Abstentions | Abstentions           | 62 746  | 20,23 %    | 72 291  | 23,31 %    |  |  |
| Votants     | Votants     | Votants               | 247 491 | 79,77 %    | 237 888 | 76,69 %    |  |  |
|             |             |                       |         |            |         |            |  |  |
|             |             |                       |         | % votants  |         | % votants  |  |  |
| Blancs      | Blancs      | Blancs                | 4 253   | 1,37 %     | 22 324  | 7,2 %      |  |  |
| Nuls        | Nuls        | Nuls                  | 1 679   | 0,54 %     | 6 848   | 2,21 %     |  |  |
| Exprimés    | Exprimés    | Exprimés              | 241 559 | 77,86 %    | 208 716 | 67,29 %    |  |  |

### 2012
Hollande, désigné par le PS à la suite d'une primaire ouverte, devance Sarkozy dès le premier tour de l'élection présidentielle de 2012 : c'est la première fois qu'un président sortant est ainsi devancé. Au second tour, Sarkozy est battu mais par un écart plus faible qu'attendu.
En Savoie, Nicolas Sarkozy arrive en tête du premier tour avec 28,61 % des exprimés, suivi de François Hollande (23,64 %), Marine Le Pen (18,92 %), Jean-Luc Mélenchon (11,47 %) et François Bayrou (9,89 %). Au second tour, les électeurs ont voté à 47,07 % pour François Hollande contre 52,93 % pour Nicolas Sarkozy avec un taux de participation de 82,41 % des inscrits.
|                | UMP            | Nicolas Sarkozy       | 69 544  | 28,61 %    | 122 233 | 52,93 %    |  |  |
|                | PS             | François Hollande     | 57 469  | 23,64 %    | 108 686 | 47,07 %    |  |  |
|                | FN             | Marine Le Pen         | 45 993  | 18,92 %    |         |            |  |  |
|                | FG             | Jean-Luc Mélenchon    | 27 875  | 11,47 %    |         |            |  |  |
|                | MoDem          | François Bayrou       | 24 034  | 9,89 %     |         |            |  |  |
|                | EELV           | Éva Joly              | 8 313   | 3,42 %     |         |            |  |  |
|                | DLF            | Nicolas Dupont-Aignan | 5 120   | 2,11 %     |         |            |  |  |
|                | NPA            | Philippe Poutou       | 2 890   | 1,19 %     |         |            |  |  |
|                | LO             | Nathalie Arthaud      | 1 213   | 0,5 %      |         |            |  |  |
|                | S&P            | Jacques Cheminade     | 664     | 0,27 %     |         |            |  |  |
|                |                |                       |         |            |         |            |  |  |
|                |                |                       | Nombre  | % inscrits | Nombre  | % inscrits |  |  |
| Inscrits       | Inscrits       | Inscrits              | 298 785 |            | 298 887 |            |  |  |
| Abstentions    | Abstentions    | Abstentions           | 50 538  | 16,91 %    | 52 579  | 17,59 %    |  |  |
| Votants        | Votants        | Votants               | 248 247 | 83,09 %    | 246 308 | 82,41 %    |  |  |
|                |                |                       |         |            |         |            |  |  |
|                |                |                       |         | % votants  |         | % votants  |  |  |
| Blancs ou nuls | Blancs ou nuls | Blancs ou nuls        | 5 132   | 2,07 %     | 15 389  | 6,25 %     |  |  |
| Exprimés       | Exprimés       | Exprimés              | 243 115 | 97,93 %    | 230 919 | 97,93 %    |  |  |

### 2007
Au premier tour de l'élection présidentielle de 2007, Sarkozy réussit à capter une partie des voix de Le Pen et arrive largement en tête. Royal est la première femme qualifiée pour le second tour d'une élection présidentielle. Elle est battue avec une avance de 6 points.
En Savoie, Nicolas Sarkozy arrive en tête du premier tour avec 33,12 % des exprimés, suivi de Ségolène Royal (21,83 %), François Bayrou (20,07 %), Jean-Marie Le Pen (10,75 %) et Olivier Besancenot (3,9 %). Au second tour, les électeurs ont voté à 57,32 % pour Nicolas Sarkozy contre 42,68 % pour Ségolène Royal avec un taux de participation de 85,11 % des inscrits.
|                | UMP            | Nicolas Sarkozy      | 81 109  | 33,12 %    | 134 304 | 57,32 %    |  |  |
|                | PS             | Ségolène Royal       | 53 447  | 21,83 %    | 99 987  | 42,68 %    |  |  |
|                | UDF            | François Bayrou      | 49 138  | 20,07 %    |         |            |  |  |
|                | FN             | Jean-Marie Le Pen    | 26 325  | 10,75 %    |         |            |  |  |
|                | LCR            | Olivier Besancenot   | 9 555   | 3,9 %      |         |            |  |  |
|                | MPF            | Philippe de Villiers | 5 396   | 2,2 %      |         |            |  |  |
|                | Les Verts      | Dominique Voynet     | 5 236   | 2,14 %     |         |            |  |  |
|                | SE             | José Bové            | 4 529   | 1,85 %     |         |            |  |  |
|                | GPA            | Marie-George Buffet  | 4 491   | 1,83 %     |         |            |  |  |
|                | LO             | Arlette Laguiller    | 2 691   | 1,1 %      |         |            |  |  |
|                | CPNT           | Frédéric Nihous      | 2 153   | 0,88 %     |         |            |  |  |
|                | CNRSP          | Gérard Schivardi     | 795     | 0,32 %     |         |            |  |  |
|                |                |                      |         |            |         |            |  |  |
|                |                |                      | Nombre  | % inscrits | Nombre  | % inscrits |  |  |
| Inscrits       | Inscrits       | Inscrits             | 287 948 |            | 288 079 |            |  |  |
| Abstentions    | Abstentions    | Abstentions          | 39 670  | 13,78 %    | 42 885  | 14,89 %    |  |  |
| Votants        | Votants        | Votants              | 248 278 | 86,22 %    | 245 194 | 85,11 %    |  |  |
|                |                |                      |         |            |         |            |  |  |
|                |                |                      |         | % votants  |         | % votants  |  |  |
| Blancs ou nuls | Blancs ou nuls | Blancs ou nuls       | 3 413   | 1,37 %     | 10 903  | 4,45 %     |  |  |
| Exprimés       | Exprimés       | Exprimés             | 244 865 | 98,63 %    | 234 291 | 95,55 %    |  |  |

### 2002
Après cinq années de cohabitation, un duel est attendu entre Chirac et le Premier ministre Jospin lors de l'élection présidentielle de 2002, mais, à la surprise générale, ce dernier est devancé par Le Pen au premier tour. Au second tour, Chirac bénéficie du ralliement de la gauche et reçoit un score sans précédent. Il s'agit de la première élection pour un mandat de cinq ans et non plus sept.
En Savoie, Jean-Marie  Le Pen arrive en tête du premier tour avec 19,79 % des exprimés, suivi de Jacques  Chirac (18,01 %), Lionel  Jospin (13,09 %), François Bayrou (7,08 %) et Jean-Pierre  Chevenement (6,33 %). Au second tour, les électeurs ont voté à 81,26 % pour Jacques  Chirac contre 18,74 % pour Jean-Marie  Le Pen avec un taux de participation de 80,42 % des inscrits.
|                | FN             | Jean-Marie Le Pen       | 37 312  | 19,79 %    | 37 736  | 18,74 %    |  |  |
|                | RPR            | Jacques Chirac          | 33 958  | 18,01 %    | 163 588 | 81,26 %    |  |  |
|                | PS             | Lionel Jospin           | 24 688  | 13,09 %    |         |            |  |  |
|                | UDF            | François Bayrou         | 13 352  | 7,08 %     |         |            |  |  |
|                | MC             | Jean-Pierre Chevènement | 11 936  | 6,33 %     |         |            |  |  |
|                | Les Verts      | Noël Mamère             | 11 923  | 6,32 %     |         |            |  |  |
|                | LO             | Arlette Laguiller       | 9 213   | 4,89 %     |         |            |  |  |
|                | DL             | Alain Madelin           | 9 186   | 4,87 %     |         |            |  |  |
|                | LCR            | Olivier Besancenot      | 8 326   | 4,42 %     |         |            |  |  |
|                | PC             | Robert Hue              | 5 886   | 3,12 %     |         |            |  |  |
|                | CPNT           | Jean Saint-Josse        | 5 604   | 2,97 %     |         |            |  |  |
|                | MNR            | Bruno Mégret            | 5 197   | 2,76 %     |         |            |  |  |
|                | Cap21          | Corinne Lepage          | 4 738   | 2,51 %     |         |            |  |  |
|                | PRG            | Christiane Taubira      | 3 831   | 2,03 %     |         |            |  |  |
|                | FRS            | Christine Boutin        | 2 339   | 1,24 %     |         |            |  |  |
|                | PT             | Daniel Gluckstein       | 1 090   | 0,58 %     |         |            |  |  |
|                |                |                         |         |            |         |            |  |  |
|                |                |                         | Nombre  | % inscrits | Nombre  | % inscrits |  |  |
| Inscrits       | Inscrits       | Inscrits                | 265 061 |            | 264 962 |            |  |  |
| Abstentions    | Abstentions    | Abstentions             | 70 045  | 26,43 %    | 51 873  | 19,58 %    |  |  |
| Votants        | Votants        | Votants                 | 195 016 | 73,57 %    | 213 089 | 80,42 %    |  |  |
|                |                |                         |         |            |         |            |  |  |
|                |                |                         |         | % votants  |         | % votants  |  |  |
| Blancs ou nuls | Blancs ou nuls | Blancs ou nuls          | 6 437   | 3,3 %      | 11 765  | 5,52 %     |  |  |
| Exprimés       | Exprimés       | Exprimés                | 188 579 | 96,7 %     | 201 324 | 94,48 %    |  |  |

### 1995
Après une nouvelle cohabitation et alors que la droite est particulièrement divisée entre Chirac et le Premier ministre Balladur, Jospin réussit à arriver en tête au premier tour de l'élection présidentielle de 1995, malgré la très lourde défaite de la gauche aux législatives de 1993. Au second tour, il est battu par Chirac.
En Savoie, Lionel Jospin arrive en tête du premier tour avec 21,33 % des exprimés, suivi d'Édouard Balladur (20,3 %), Jacques Chirac (18,65 %), Jean-Marie Le Pen (16,82 %) et Robert Hue (7,94 %). Au second tour, les électeurs ont voté à 56,07 % pour Jacques Chirac contre 43,93 % pour Lionel Jospin avec un taux de participation de 80,11 % des inscrits.
|                | PS             | Lionel Jospin        | 41 392  | 21,33 %    | 82 356  | 43,93 %    |  |  |
|                | RPR            | Édouard Balladur     | 39 398  | 20,3 %     |         |            |  |  |
|                | RPR            | Jacques Chirac       | 36 186  | 18,65 %    | 105 127 | 56,07 %    |  |  |
|                | FN             | Jean-Marie Le Pen    | 32 644  | 16,82 %    |         |            |  |  |
|                | PC             | Robert Hue           | 15 399  | 7,94 %     |         |            |  |  |
|                | LO             | Arlette Laguiller    | 10 275  | 5,3 %      |         |            |  |  |
|                | MPF            | Philippe de Villiers | 9 895   | 5,1 %      |         |            |  |  |
|                | Les Verts      | Dominique Voynet     | 8 325   | 4,29 %     |         |            |  |  |
|                | S&P            | Jacques Cheminade    | 524     | 0,27 %     |         |            |  |  |
|                |                |                      |         |            |         |            |  |  |
|                |                |                      | Nombre  | % inscrits | Nombre  | % inscrits |  |  |
| Inscrits       | Inscrits       | Inscrits             | 249 352 |            | 249 228 |            |  |  |
| Abstentions    | Abstentions    | Abstentions          | 49 953  | 20,03 %    | 49 567  | 19,89 %    |  |  |
| Votants        | Votants        | Votants              | 199 399 | 79,97 %    | 199 661 | 80,11 %    |  |  |
|                |                |                      |         |            |         |            |  |  |
|                |                |                      |         | % votants  |         | % votants  |  |  |
| Blancs ou nuls | Blancs ou nuls | Blancs ou nuls       | 5 361   | 2,69 %     | 12 178  | 6,1 %      |  |  |
| Exprimés       | Exprimés       | Exprimés             | 194 038 | 97,31 %    | 187 483 | 93,9 %     |  |  |

### 1988
Après deux ans de cohabitation, Mitterrand affronte le Premier ministre Chirac lors de l'élection présidentielle de 1988. Le Pen obtient au premier tour un score jusque-là sans précédent pour un parti d'extrême droite. Au second tour, Mitterrand est facilement réélu.
En Savoie, François Mitterrand arrive en tête du premier tour avec 30,37 % des exprimés, suivi de Jacques Chirac (20,95 %), Raymond Barre (18,05 %), Jean-Marie Le Pen (15,21 %) et André Lajoinie (5,9 %). Au second tour, les électeurs ont voté à 50,18 % pour François Mitterrand contre 49,82 % pour Jacques Chirac avec un taux de participation de 83,66 % des inscrits.
|                | PS                    | François Mitterrand | 54 852  | 30,37 %    | 93 402  | 50,18 %    |  |  |
|                | RPR                   | Jacques Chirac      | 37 843  | 20,95 %    | 92 720  | 49,82 %    |  |  |
|                | SE                    | Raymond Barre       | 32 596  | 18,05 %    |         |            |  |  |
|                | FN                    | Jean-Marie Le Pen   | 27 465  | 15,21 %    |         |            |  |  |
|                | PC                    | André Lajoinie      | 10 654  | 5,9 %      |         |            |  |  |
|                | Les Verts             | Antoine Waechter    | 9 034   | 5 %        |         |            |  |  |
|                | Communiste rénovateur | Pierre Juquin       | 4 019   | 2,23 %     |         |            |  |  |
|                | LO                    | Arlette Laguiller   | 3 391   | 1,88 %     |         |            |  |  |
|                | MPT                   | Pierre Boussel      | 762     | 0,42 %     |         |            |  |  |
|                |                       |                     |         |            |         |            |  |  |
|                |                       |                     | Nombre  | % inscrits | Nombre  | % inscrits |  |  |
| Inscrits       | Inscrits              | Inscrits            | 230 132 |            | 230 101 |            |  |  |
| Abstentions    | Abstentions           | Abstentions         | 46 197  | 20,07 %    | 37 594  | 16,34 %    |  |  |
| Votants        | Votants               | Votants             | 183 935 | 79,93 %    | 192 507 | 83,66 %    |  |  |
|                |                       |                     |         |            |         |            |  |  |
|                |                       |                     |         | % votants  |         | % votants  |  |  |
| Blancs ou nuls | Blancs ou nuls        | Blancs ou nuls      | 3 319   | 1,8 %      | 6 385   | 3,32 %     |  |  |
| Exprimés       | Exprimés              | Exprimés            | 180 616 | 98,2 %     | 186 122 | 96,68 %    |  |  |

### 1981
Lors de l'élection présidentielle de 1981, Giscard d'Estaing arrive en tête au premier tour et affronte, comme la fois précédente, Mitterrand. Pour la première fois, un président sortant est battu : Mitterrand devient le premier président de gauche de la Ve République.
En Savoie, Valéry Giscard d'Estaing arrive en tête du premier tour avec 27,99 % des exprimés, suivi de François Mitterrand (25,26 %), Jacques Chirac (19,11 %), Georges Marchais (13,85 %) et Brice Lalonde (4,93 %). Au second tour, les électeurs ont voté à 50,64 % pour François Mitterrand contre 49,55 % pour Valéry Giscard d'Estaing avec un taux de participation de 85,38 % des inscrits.
|                | UDF            | Valéry Giscard d'Estaing | 46 422  | 27,99 %    | 88 590  | 49,55 %    |  |  |
|                | PS             | François Mitterrand      | 41 896  | 25,26 %    | 90 193  | 50,45 %    |  |  |
|                | RPR            | Jacques Chirac           | 31 700  | 19,11 %    |         |            |  |  |
|                | PC             | Georges Marchais         | 22 978  | 13,85 %    |         |            |  |  |
|                | MEP            | Brice Lalonde            | 8 184   | 4,93 %     |         |            |  |  |
|                | LO             | Arlette Laguiller        | 3 778   | 2,28 %     |         |            |  |  |
|                | MRG            | Michel Crépeau           | 3 264   | 1,97 %     |         |            |  |  |
|                | Divers droite  | Michel Debré             | 3 026   | 1,82 %     |         |            |  |  |
|                | Divers droite  | Marie-France Garaud      | 2 337   | 1,41 %     |         |            |  |  |
|                | PSU            | Huguette Bouchardeau     | 2 285   | 1,38 %     |         |            |  |  |
|                |                |                          |         |            |         |            |  |  |
|                |                |                          | Nombre  | % inscrits | Nombre  | % inscrits |  |  |
| Inscrits       | Inscrits       | Inscrits                 | 215 347 |            | 215 298 |            |  |  |
| Abstentions    | Abstentions    | Abstentions              | 46 958  | 21,81 %    | 31 473  | 14,62 %    |  |  |
| Votants        | Votants        | Votants                  | 168 389 | 78,19 %    | 183 825 | 85,38 %    |  |  |
|                |                |                          |         |            |         |            |  |  |
|                |                |                          |         | % votants  |         | % votants  |  |  |
| Blancs ou nuls | Blancs ou nuls | Blancs ou nuls           | 2 519   | 1,5 %      | 5 042   | 2,74 %     |  |  |
| Exprimés       | Exprimés       | Exprimés                 | 165 870 | 98,5 %     | 178 783 | 97,26 %    |  |  |

### 1974
L'élection présidentielle de 1974 est une élection anticipée à la suite de la mort de Pompidou. Mitterrand, candidat unique de la gauche, est largement en tête au premier tour devant Giscard d'Estaing, qui distance lui-même Chaban-Delmas. Au terme d'une campagne animée, marquée par un débat télévisé tendu, Giscard d'Estaing l'emporte avec une très courte avance.
En Savoie, François Mitterrand arrive en tête du premier tour avec 43,57 % des exprimés, suivi de Valéry Giscard d'Estaing (30,85 %), Jacques Chaban-Delmas (16,08 %), Jean Royer (2,87 %) et Arlette Laguiller (2,83 %). Au second tour, les électeurs ont voté à 50,64 % pour Valéry Giscard d'Estaing contre 49,36 % pour François Mitterrand avec un taux de participation de 87,4 % des inscrits.
|                | PS             | François Mitterrand      | 63 230  | 43,57 %    | 74 685  | 49,36 %    |  |  |
|                | RI             | Valéry Giscard d'Estaing | 44 772  | 30,85 %    | 76 621  | 50,64 %    |  |  |
|                | UDR            | Jacques Chaban-Delmas    | 23 333  | 16,08 %    |         |            |  |  |
|                | SE             | Jean Royer               | 4 167   | 2,87 %     |         |            |  |  |
|                | LO             | Arlette Laguiller        | 4 107   | 2,83 %     |         |            |  |  |
|                | SE, écologiste | René Dumont              | 2 511   | 1,73 %     |         |            |  |  |
|                | FN             | Jean-Marie Le Pen        | 1 108   | 0,76 %     |         |            |  |  |
|                | MDSF           | Émile Muller             | 766     | 0,53 %     |         |            |  |  |
|                | FCR            | Alain Krivine            | 466     | 0,32 %     |         |            |  |  |
|                | NAR            | Bertrand Renouvin        | 304     | 0,21 %     |         |            |  |  |
|                | MFE            | Jean-Claude Sebag        | 262     | 0,18 %     |         |            |  |  |
|                |                |                          |         |            |         |            |  |  |
|                |                |                          | Nombre  | % inscrits | Nombre  | % inscrits |  |  |
| Inscrits       | Inscrits       | Inscrits                 | 175 158 |            | 175 134 |            |  |  |
| Abstentions    | Abstentions    | Abstentions              | 29 062  | 16,59 %    | 22 062  | 12,6 %     |  |  |
| Votants        | Votants        | Votants                  | 146 096 | 83,41 %    | 153 072 | 87,4 %     |  |  |
|                |                |                          |         |            |         |            |  |  |
|                |                |                          |         | % votants  |         | % votants  |  |  |
| Blancs ou nuls | Blancs ou nuls | Blancs ou nuls           | 973     | 0,67 %     | 1 766   | 1,15 %     |  |  |
| Exprimés       | Exprimés       | Exprimés                 | 145 123 | 99,33 %    | 151 306 | 98,85 %    |  |  |

### 1969
L'élection présidentielle de 1969 est une élection anticipée à la suite de la démission de De Gaulle. La gauche se lance désunie dans la course et, bien que Duclos (PCF) manque de le devancer, c'est le président par intérim Poher qui accède au second tour face à l'ex-Premier ministre Pompidou. Alors que Duclos refuse d'appeler à voter au second tour pour « bonnet blanc ou blanc bonnet », Pompidou est finalement largement élu.
En Savoie, Georges Pompidou arrive en tête du premier tour avec 44,13 % des exprimés, suivi de Alain Poher (25,18 %), Jacques Duclos (20,13 %), Michel Rocard (4,18 %) et Gaston Defferre (3,95 %). Au second tour, les électeurs ont voté à 56,32 % pour Georges Pompidou contre 43,68 % pour Alain Poher avec un taux de participation de 66,23 % des inscrits.
|                | UDR            | Georges Pompidou | 53 604  | 44,13 %    | 59 141  | 56,32 %    |  |  |
|                | CD             | Alain Poher      | 30 582  | 25,18 %    | 45 876  | 43,68 %    |  |  |
|                | PC             | Jacques Duclos   | 24 448  | 20,13 %    |         |            |  |  |
|                | PSU            | Michel Rocard    | 5 076   | 4,18 %     |         |            |  |  |
|                | SFIO           | Gaston Defferre  | 4 797   | 3,95 %     |         |            |  |  |
|                | SE             | Louis Ducatel    | 1 675   | 1,38 %     |         |            |  |  |
|                | LC             | Alain Krivine    | 1 291   | 1,06 %     |         |            |  |  |
|                |                |                  |         |            |         |            |  |  |
|                |                |                  | Nombre  | % inscrits | Nombre  | % inscrits |  |  |
| Inscrits       | Inscrits       | Inscrits         | 166 938 |            | 166 787 |            |  |  |
| Abstentions    | Abstentions    | Abstentions      | 44 314  | 26,55 %    | 56 318  | 33,77 %    |  |  |
| Votants        | Votants        | Votants          | 122 624 | 73,45 %    | 110 469 | 66,23 %    |  |  |
|                |                |                  |         |            |         |            |  |  |
|                |                |                  |         | % votants  |         | % votants  |  |  |
| Blancs ou nuls | Blancs ou nuls | Blancs ou nuls   | 1 151   | 0,94 %     | 5 452   | 4,94 %     |  |  |
| Exprimés       | Exprimés       | Exprimés         | 121 473 | 99,06 %    | 105 017 | 95,06 %    |  |  |

### 1965
L'élection présidentielle de 1965 est la première élection au suffrage universel direct à la suite du référendum d'octobre 1962. De Gaulle est mis en ballottage, à la surprise générale, par Mitterrand, candidat unique de la gauche. La campagne du second tour est axée sur l'Europe et les relations internationales ainsi que sur l'armement nucléaire. De Gaulle est finalement réélu avec une large avance.
En Savoie, Charles de Gaulle arrive en tête du premier tour avec 41,43 % des exprimés, suivi de François Mitterrand (33,34 %), Jean Lecanuet (17,37 %), Jean-Louis Tixier-Vignancour (4,65 %) et Pierre Marcilhacy (1,78 %). Au second tour, les électeurs ont voté à 53,93 % pour Charles de Gaulle contre 46,07 % pour François Mitterrand avec un taux de participation de 80,81 % des inscrits.
|                | UNR            | Charles de Gaulle            | 53 185  | 41,43 %    | 68 436  | 53,93 %    |  |  |
|                | CIR            | François Mitterrand          | 42 795  | 33,34 %    | 58 468  | 46,07 %    |  |  |
|                | MRP            | Jean Lecanuet                | 22 296  | 17,37 %    |         |            |  |  |
|                | SE             | Jean-Louis Tixier-Vignancour | 5 964   | 4,65 %     |         |            |  |  |
|                | PLE            | Pierre Marcilhacy            | 2 286   | 1,78 %     |         |            |  |  |
|                | SE             | Marcel Barbu                 | 1 847   | 1,44 %     |         |            |  |  |
|                |                |                              |         |            |         |            |  |  |
|                |                |                              | Nombre  | % inscrits | Nombre  | % inscrits |  |  |
| Inscrits       | Inscrits       | Inscrits                     | 161 284 |            | 161 238 |            |  |  |
| Abstentions    | Abstentions    | Abstentions                  | 32 045  | 19,87 %    | 30 936  | 19,19 %    |  |  |
| Votants        | Votants        | Votants                      | 129 239 | 80,13 %    | 130 302 | 80,81 %    |  |  |
|                |                |                              |         |            |         |            |  |  |
|                |                |                              |         | % votants  |         | % votants  |  |  |
| Blancs ou nuls | Blancs ou nuls | Blancs ou nuls               | 866     | 0,67 %     | 3 398   | 2,61 %     |  |  |
| Exprimés       | Exprimés       | Exprimés                     | 128 373 | 99,33 %    | 126 904 | 97,39 %    |  |  |